# Клипель, Владимир Иванович
Кли́пель Влади́мир Ива́нович (28 июля 1917, ст. Ин — 4 августа 2011, Хабаровск) — популярный дальневосточный писатель, чертёжник, метеоролог. Заслуженный работник культуры РСФСР (1991). Почётный гражданин города Хабаровска.

## Биография
В. И. Клипель — заслуженный работник культуры РСФСР, член Союза писателей, участник Великой Отечественной войны, кавалер шести боевых орденов. В. И. Клипель родился 28 июля 1917 г. на ст. Ин Дальневосточной железной дороги. В пятнадцать лет, сразу после окончания семилетки, пошёл работать: пикетчик, чертёжник, метеоролог. В 1937 г. решил стать художником и поступил в Свердловское художественное училище, но не закончил — был призван в армию, в которой прослужил 7 лет с 1939 по 1946 г. Он участвовал в Советско-финской войне 1939—1940, в Великой Отечественной войне 1941—1945, в войне с Японией летом 1945. За боевые заслуги гвардии майор Клипель награждён двумя орденами Красного Знамени, двумя орденами Отечественной войны I степени, орденом Красной Звезды, орденом Отечественной войны II степени и многими медалями.
С марта 1945 был женат на однополчанке, гвардии лейтенанте Марии. Имел четырех детей. Является автором романов о войне —  «Медвежий вал», «Испытание на верность», «Солдаты Отечества», «Исповедь», которые принесли ему известность. Также Владимир Клипель является автором книг о природе: «Дебри», «Дневник летних странствий», «Лесные узоры», «Улыбка Джугджура», «Календарь Приамурья». В 1991 году В. И. Клипелю было присвоено звание «Заслуженный работник культуры РСФСР», а 22 мая 1995 г. — звание «Почётный гражданин города Хабаровска».

## Избранные литературные труды
- Дебри: Приключения искателей женьшеня
- Дневник летних странствий, или рассказ о великой реке Амур, о городах и селах на амурских берегах, о встречах с удивительными людьми, а также о том, что радует и что заботит всех нас
- Лесные узоры: Этюды и очерки. Новеллы и очерки о природе Приамурья
- Медвежий вал: Роман
- Улыбка Джугджура: Очерки
- Календарь Приамурья
- Праздные наблюдения: Прозаические этюды. Поэтические зарисовки. Раздумья мимоходом
- Ноев ковчег: Этюды о природе родного края
- Путешествие на «Скорлупке» (в соавт. с Кирюшкиным В. В.)
- В горах Баджала, За черным соболем, Светлые струи Амгуни (в соавт. с Сысоевым В. П.)

## Память
На фасаде дома № 5 по Амурскому бульвару в Хабаровске 2 сентября 2020 года установлена мемориальная доска. Вот текст: «В этом доме с 1961 по 2011 гг. жил и работал писатель, фронтовик, Почетный гражданин Хабаровска Клипель Владимир Иванович».